# Agrafa (architektura)
Agrafa – dekoracyjny zwornik w formie ozdobnej klamry spinający element konstrukcyjny np. archiwoltę albo zwieńczenie obramowania np. obrazu. Agrafa występowała w okresie XVI-XVIII wieku, w zależności od stylu epoki mogła mieć wygląd woluty, plecionki, liścia kantu itp.